# Pulau Pisang
Pulau Pisang ("l'île des bananes"), encore appelée Pulau Syahrir ou Pulau Sjahrir d'après Sjahrir, est l'une des dix îles qui forment l'archipel des îles Banda en Indonésie. Il ne faut pas la confondre avec l'île du même nom dans la province de Lampung (sud de Sumatra) ni celle dans l'Etat de Johor en Malaisie (Pulau Pisang).